# Vicia barbazitae
Vicia barbazitae är en ärtväxtart som beskrevs av Michele Tenore och Giovanni Gussone. Vicia barbazitae ingår i släktet vickrar, och familjen ärtväxter.

## Underarter
Arten delas in i följande underarter:
- V. b. barbazitae
- V. b. incisa